# Émile Daems
Pour les articles homonymes, voir Daems.
Émile Daems est un coureur cycliste belge, né le 4 avril 1938 à Genval (Brabant) et mort le 17 octobre 2024 à Wavre (Brabant wallon). Il commence sa carrière professionnelle en 1959. Coureur cycliste de petit gabarit, Émile Daems est très habile au sprint. Son fils Corneille est également cycliste professionnel.

## Biographie
Lors du Tour de France 1962, il se distingue en obtenant trois victoires, d'abord à Saint-Malo puis à Aix-en-Provence, à chaque reprise en solitaire. Mais c'est surtout lors de la montagneuse dix-huitième étape, disputée entre Juan-les-Pins et Briançon, qu'il impressionne. Bien que n'étant qu'un coureur de classiques, il parvient à basculer dans le groupe des leaders au col de l'Izoard (dernière ascension du jour), vingt secondes derrière Federico Bahamontes. Il s'impose finalement à Briançon dans un sprint de sept coureurs, devançant notamment Bahamontes, Jacques Anquetil, Raymond Poulidor ou le maillot jaune Joseph Planckaert,. 
Émile Daems meurt à Wavre le 17 octobre 2024 à l'âge de 86 ans,.

## Palmarès

### Palmarès amateur
- 1956
  -  Champion de Belgique interclubs amateurs[n 2]
  - 2e de Bruxelles-Nivelles
- 1957
  - Hoeilaert-Louvain-Hoeilaert
  - Bruxelles-La Louvière-Bruxelles
  - 3e du Tour de la Hainleite
  - 3e de Liège-Marche-Liège
- 1958
  - Berliner Etappenfahrt :
    - Classement général
    - 4 étapes

  - Grand Prix Général Patton
  - Tour des Quatre-Cantons
  - Grand Prix Bodson
  - Namur-Namêche
  - Bruxelles-La Louvière-Bruxelles
  - 2e du Tour de Belgique amateurs
  - 2e du Grand Prix François-Faber
  - 3e de Bruxelles-Opwijk
  - 3e du Grand Prix d'Affligem
  - 3e du champion de Belgique sur route amateurs
  - 10e du championnat du monde sur route amateurs
- 1959
  - Tour des Flandres des indépendants
  - 2e du champion de Belgique sur route indépendants

### Palmarès professionnel
| - 1959 - Hoeilaart-Diest-Hoeilaart - 3e étape du Tour d'Aquitaine - 2e de Niel-Breendonck - 3e du Grand Prix du Brabant wallon - 3e de Hoegaarden-Anvers-Hoegaarden - 1960 - 8eb étape de Rome-Naples-Rome - 9ea et 19e étapes du Tour d'Italie - Circuit de l'Ouest à Mons - Tour des Apennins - Trofeo Longines (contre-la-montre par équipes) - Prix national de clôture - Tour de Lombardie - 2e du Tour du Brabant - 3e du Prix de Saint-Lievin-Esse - 10e de la Flèche wallonne - 1961 - Tour de Sardaigne - Grand Prix du Brabant wallon - 3e étape du Tour de France - Tour du Tessin - Grote Prijs Dr. Eugeen Roggeman - 2e du Challenge Laurens - 3e du Grand Prix Beeckman-De Caluwé - 4e du Tour des Flandres - 6e de Paris-Roubaix - 6e de Paris-Bruxelles - 6e de Liège-Bastogne-Liège - 1962 - 5ea étape du Tour de Sardaigne - 2ea étape de Paris-Nice - Milan-San Remo - Circuit du Limbourg - 5e, 16e et 18e étapes du Tour de France - Tour du Tessin - 2e de Paris-Roubaix - 3e du championnat de Belgique sur route - 3e du Super Prestige Pernod - 4e du Tour de Lombardie | - 1963 - Champion de Belgique interclubs - Boucles roquevairoises - Paris-Roubaix - 3e et 7e étapes de la Mi-août bretonne - 2e de la Flèche brabançonne - 3e du Tour du Tessin - 8e du Tour des Flandres - 10e du Super Prestige Pernod - 1964 - Champion du Brabant - Circuit de la vallée de la Senne - 2e de la Gullegem Koerse - 1965 - Champion de Belgique interclubs - Circuit du Tournaisis - 2e du Grand Prix de la ville de Vilvorde - 3e du Grand Prix Jef Scherens |  |

## Résultats sur les grands tours

### Tour de France
4 participations
- 1961 : abandon (10e étape), vainqueur de la 3e étape
- 1962 : 13e, vainqueur des 5e, 16e et 18e étapes, 2e du classement par points
- 1963 : 67e
- 1964 : hors délais (5e étape)

### Tour d'Italie
2 participations
- 1960 : 84e, vainqueur des 9ea et 19e étapes
- 1962 : abandon (14e étape)